# فدراسیون بین‌المللی موتورسواری
فدراسیون بین‌المللی موتورسواری (به انگلیسی: International Motorcycling Federation FIM) نهاد حاکم و اجرا کننده جهانی مسابقات موتور سیکلت است که طرح ابتدایی آن در سال ۱۹۰۴ در پاریس، پایتخت کشور فرانسه ایجاد شده. این نهاد متشکل از ۱۱۲ فدراسیون ملی موتورسیکلت است که به شش اتحادیه قاره ای (آفریقا ،آسیا ،اروپا ،آمریکای لاتین ،آمریکای شمالی و اقیانوسیه) تقسیم شده‌است.
شش رشته موتورسواری وجود دارد که فدراسیون بین‌المللی موتورسواری آنها را پوشش می‌دهد: مسابقه جاده ای، موتورکراس (شامل اسنوکراس)، موتور تریل، اندورو، رالی (شامل کراس کانتری و باجا) و Track racing